# Нимке, Штефан
Ште́фан Ни́мке (1 марта 1978, Хагенов, Германия) — немецкий велогонщик, олимпийский чемпион и призёр Олимпийских игр. Шестикратный чемпион мира по трековым велогонкам.

## Спортивная карьера
Велоспортом начал заниматься в 9 лет. Первым успехом в карьере Нимке стала победа на юниорском чемпионате Германии в 1994 году. На международной арене первой значимой медалью стала бронза в гите с места на 1 километр на чемпионате мира в 1997 году. Всего в период с 1997 по 1999 Штефан стал четырёхкратным бронзовым призёром мировых первенств.
На летних Олимпийских играх 2000 Штефан занял второе место в гите с места, уступив только британцу Джейсону Куэлли.
После успеха на Олимпийских играх результаты Штефана стали слабее. За 4 года Олимпийского цикла Нимке стал чемпионом мира в Штутгарте, но эта медаль так и осталась единственной до Олимпийских игр в Афинах. Там в соревнованиях по командному спринту в составе сборной Германии Нимке стал Олимпийским чемпионом, а в соревнованиях по гиту с места на 1 км вновь стал призёром, завоевав бронзовую медаль.
После этого успеха результаты резко пошли в гору, и с 2004 по 2011 год Штефан завоевал ещё 3 золотых, 1 серебряной и 4 бронзовых медали чемпионатов мира. Также Нимке на Олимпийских играх в Пекине стал обладателем бронзовой награды в командном спринте. Таким образом Нимке завоёвывал олимпийские награды на трёх играх подряд.
C 2000 года по 2008 год выступал за команду «XXL Erdgas Team».

## Личная жизнь
Женат. Имеет двоих детей.